# Матфей Гречин
Матфей Гречин (ум. 1385) — епископ Русской православной церкви, епископ Ростовский, Ярославский и Белозерский.

## Биография
По происхождению грек.
С 1381 года упоминается епископом Ростовским, Ярославским и Белозерским.
Зимой 1382/1383 года в Переяславле-Залесском участвовал в совершил хиротонии Саввы во епископа Сарского и Подонского.
Управлял епархией до зимы 1384/1385 года.